# Она је та
Она је та (енгл. She's All That) америчка је тинејџ романтична комедија из 1999. Главне улоге тумаче Фреди Принц Џуниор, Рејчел Ли Кук и Пол Вокер. Филм је био једна од најпопуларнијих тинејџ филмова 1990их. Априла 2015. објављено је да ће филмски студио The Weinstein Company урадити римејк филма.
Родно замењен римејк филм, Он је тај, издат је 27. августа 2021. године на Netflix-у.

## Радња
Догађаји на слици одвијају се 1999. године у калифорнијској школи Harrison High School. Зек Силер је одличан студент, капитен фудбалског тима и први момак матурантске класе. Зек и Тејлор Вон важили су за најспектакуларнији пар. Међутим, после празника, лепа Тејлор га је напустила због Брока Хадсона - звезде ријалитија на МТВ-у "Прави свет". Када је сазнао за ово, Зек се кладио са својим пријатељем Дином Сампсоном да може да претвори било коју другарицу из разреда у краљицу матуре. Избор пада на Лејни Богс, неописиву девојку која избегава друштво. У почетку, Лејни, која живи у свом свету и сања о каријери уметника, скептична је према Зековим покушајима да се зближи. Ипак, он је упоран, иде са Лејни на пробу аматерског позоришта и импресионира својом импровизацијом.
Постепено, момак и девојка се зближавају. Заједно посећују плажу, након чега Зек позива Лејни на забаву. Зекова сестра Мекензи помаже да промени њен имиџ, а лепша Лени привлачи пажњу свих. Тејлор прави скандал на забави, вређа Лејни и она бежи у сузама. Зек је сустиже и смирује је најбоље што може. Након тога се укључује у процес промоције новог учесника такмичења. Активно је ангажован у "изборној кампањи" Лејни - новог кандидата за круну краљице школе. Зек узима под заштиту млађег брата Лејни, којег понижавају другови из разреда, чиме је коначно осваја. Због муке, Зек се помало удаљава од девојке и не жури да је позове на матурско вече. Удварање одвлачи пажњу Зека и он је постао лошији у игрању за фудбалски тим. Дин Сампсон је изнервиран ситуацијом и одлучује да је поправи. Искористивши Зеков заузет распоред, Дин упознаје Лејни и разговара о спору. Она постаје бесна због тога што се о њој расправља као о ствари и раскине са Зеком. Лејни на крају иде на матурско са Дином и Зеком са његовом сестром. Тејлор, која је раскинула са Броком, није позвана.
На балу, Зек је проглашен краљем, а Тејлор краљицом матуре. Лејни је само мало изгубила од ње. Током дипломирања, Дин се хвали пријатељима да је завео Лејни и да ће провести ноћ са њом у хотелској соби. Зек покушава да пронађе девојку и да се искупи са њом, али она је нестала. Он долази у Лејнину кућу и чека је. Изненада, Лејни се појављује код куће усред ноћи. Девојка је одбацила Диново узнемиравање и враћа се Зеку. Она му све опрашта, а љубавници се спајају у пољупцу. Зек признаје да се неће пријавити на престижне универзитете Ајви Лиг, и да ће, као и Лејни, ићи на уметнички колеџ.
У сваком случају, Зек је изгубио опкладу. На додели диплома, матурант, као губитак, излази на сцену готово гол, скривајући се иза фудбалске лопте. У последњој епизоди, лопта лети у Лејнине руке.

## Улоге
| Глумац             | Улога       |
| ------------------ | ----------- |
| Фреди Принц Џуниор | Зек Силер   |
| Рејчел Ли Кук      | Лејни Богс  |
| Пол Вокер          | Дин Сампсон |
| Метју Лилард       | Брок Хадсон |
| Џоди Лин О'Киф     | Тејлор Вон  |
| Кевин Полак        | Вејн Богс   |
| Ашер               | Диџеј       |